# Kōsei Eguchi
Kōsei Eguchi (恵口 公生 Eguchi Kōsei?,  Japón, 28 de julio de 1997 – ibídem, 19 de agosto de 2020), también conocida bajo su seudónimo de PEYO, fue una mangaka japonesa. Se hizo principalmente conocida por ser la creadora del manga Boy Meets Maria.

## Biografía
En su infancia, Eguchi a menudo jugaba sola, creando historias con títeres de dedos. Le gustaba dibujar y durante su estadía en la escuela primaria dibujó tiras cómicas. Aunque tenía un buen nivel como dibujante, era reacia a pensar en ello, por lo que se comunicaba con los demás a través de la pintura. Su familia no estaba de acuerdo con que se convirtiera en dibujante, ya que no todos ellos podían ser exitosos. Sin embargo, un editor de Printemps Publishing se había interesado en Eguchi cuando estudiaba pintura al óleo pensando en ingresar a la Universidad Nacional de Bellas Artes y Música de Tokio. Comenzó su carrera profesional en 2017 con la publicación del manga BL, Boy Meets Maria, bajo el seudónimo de Peyo.
Un editor de Kodansha, quien leyó Boy meets Maria, se contactó con él mediante Twitter por mensaje directo, y en 2019, inició la publicación de un nuevo manga, cambiando el género BL por el shōnen, titulado Kimio Alive en la revista Monthly Shōnen Magazine, teniendo como protagonista a un estudiante de secundaria que sueña con convertirse en un youtuber. En esta publicación decidió utilizar su nombre real. La publicación del manga tuvo problemas debido al estallido de la pandemia por coronavirus, el establecimiento del estado de emergencia en Japón y la falta de promoción en librerías, lo que hizo que Kodansha se planteara la cancelación de la obra después de poner a la venta el segundo volumen. El mismo día que se publicó el volumen, Eguchi fue hospitalizada de urgencia. Dos días después, el 19 de agosto, falleció repentinamente a la edad de 23 años. La causa de la muerte no fue revelada. Como resultado, Kimio Alive, dejó de publicarse en septiembre de 2020.

## Obras
- 2018: Boy meets Maria (ボーイミーツマリア?) – publicado en Canna Comics.
- 2019-20: Kimio Alive (キミオアライブ?) – publicado en Monthly Shōnen Magazine.